# Одонтонема
Odontonema — род цветковых растений семейства Акантовые.

## Распространение
Травянистые растения и кустарники. Распространены в Мексике, Центральной Америке, северной части Южной Америки. Три вида обнаружены на Карибских островах, два — на юго-восточном побережье Бразилии.

## Описание
Цветки трубковидные, собраны в соцветия. Длина соцветий — до 50 см. Листья от 7 до 20 см в длину. Растения в природе могут достигать до 2 м в высоту.
По информации базы данных The Plant List (2013), описано 73 видов, подтверждено 22 видов Одонтонемы

## Избранные виды
- Odontonema brevipes Urb.
- Odontonema callistachyum (Schltdl. & Cham.) Kuntze[2]
- Odontonema cuspidatum (Nees) Kuntze[2]
- Odontonema laxum Baum, V.M.
- Odontonema nitidum (Jacq.) Kuntze[2]
- Odontonema tubaeforme (Bertol.) Kuntze — Одонтонема трубчатовидная[2]